# 수안 (2003년생 가수)
수안(본명: 박수진, 한국 한자: 朴秀珍, 2003년 7월 11일 ~ )은 대한민국의 가수이며, 걸그룹 퍼플키스의 멤버이다.

## 학력
- 상현초등학교 (졸업)
- 서원중학교 (졸업)

## 생애
2003년 7월 11일 대한민국 경기도 용인시에서 태어났다. 2017년부터 RBW 연습생으로 생활했다. 2021년에 퍼플키스의 멤버로서 정식 데뷔했다.